# 井上利右衛門
井上 利右衛門（いのうえ りえもん、1846年（弘化3年7月） - 1917年（大正6年）1月7日）は、明治から大正時代の政治家。衆議院議員。岐阜県吉城郡国府村長。

## 経歴
飛騨国、のちの岐阜県吉城郡国府村（国府町を経て現高山市）出身。
国府村長、吉城郡会議員、三郡連合会議員、徴兵参事員、岐阜県会議員を歴任した。
1894年（明治27年）9月の第4回衆議院議員総選挙では岐阜県第7区から出馬し当選。衆議院議員を1期務めた。